# Ricquebourg
Ricquebourg és un municipi francès, situat al departament de l'Oise i a la regió dels Alts de França. L'any 2007 tenia 206 habitants.

## Demografia

### Població
El 2007 la població de fet de Ricquebourg era de 206 persones. Hi havia 88 famílies de les quals 24 eren unipersonals (12 homes vivint sols i 12 dones vivint soles), 32 parelles sense fills, 28 parelles amb fills i 4 famílies monoparentals amb fills.
La població ha evolucionat segons el següent gràfic:
Habitants censats

### Habitatges
El 2007 hi havia 98 habitatges, 88 eren l'habitatge principal de la família, 3 eren segones residències i 7 estaven desocupats. Tots els 92 habitatges eren cases. Dels 88 habitatges principals, 69 estaven ocupats pels seus propietaris, 15 estaven llogats i ocupats pels llogaters i 4 estaven cedits a títol gratuït; 9 tenien dues cambres, 16 en tenien tres, 23 en tenien quatre i 40 en tenien cinc o més. 69 habitatges disposaven pel capbaix d'una plaça de pàrquing. A 37 habitatges hi havia un automòbil i a 44 n'hi havia dos o més.

### Piràmide de població
La piràmide de població per edats i sexe el 2009 era:
| Homes | Edats   | Dones |
| ----- | ------- | ----- |
| 0     | 95 o +  | 0     |
| 0     | 90 a 94 | 0     |
| 0     | 85 a 89 | 4     |
| 0     | 80 a 84 | 0     |
| 0     | 75 a 79 | 0     |
| 8     | 70 a 74 | 8     |
| 4     | 65 a 69 | 8     |
| 4     | 60 a 64 | 4     |
| 0     | 55 a 59 | 8     |
| 0     | 50 a 54 | 4     |
| 4     | 45 a 49 | 0     |
| 12    | 40 a 44 | 0     |
| 0     | 35 a 39 | 8     |
| 20    | 30 a 34 | 12    |
| 8     | 25 a 29 | 0     |
| 4     | 20 a 24 | 8     |
| 4     | 15 a 19 | 0     |
| 12    | 10 a 14 | 4     |
| 4     | 5 a 9   | 8     |
| 4     | 0 a 4   | 4     |

## Economia
El 2007 la població en edat de treballar era de 134 persones, 110 eren actives i 24 eren inactives. De les 110 persones actives 94 estaven ocupades (53 homes i 41 dones) i 16 estaven aturades (7 homes i 9 dones). De les 24 persones inactives 7 estaven jubilades, 9 estaven estudiant i 8 estaven classificades com a «altres inactius».

### Ingressos
El 2009 a Ricquebourg hi havia 92 unitats fiscals que integraven 224 persones, la mediana anual d'ingressos fiscals per persona era de 19.707 €.

### Activitats econòmiques
Dels 4 establiments que hi havia el 2007, 3 eren d'empreses de construcció i 1 d'una empresa de serveis.
Dels 2 establiments de servei als particulars que hi havia el 2009, 1 era un paleta i 1 electricista.
L'any 2000 a Ricquebourg hi havia 5 explotacions agrícoles.

## Poblacions més properes
El següent diagrama mostra les poblacions més properes.